# José Moldes
José de Moldes (Salta, 1 de enero de 1785 - Buenos Aires, 18 de abril de 1824) fue un militar y político revolucionario independentista argentino.

## Biografía
Hijo de la española Antonia Fernández Sánchez de Loria y Arias Velázquez, y de Juan Antonio Moldes y González, nacido en 1733 en la aldea de Porrans, en la provincia de Pontevedra (Galicia). Fue hermano menor del coronel Eustoquio Moldes (1783-1826).
Era «dueño de una de las casas comerciales más poderosas de Sudamérica», y por ello llegó a ser alcalde de Salta.
A través de su padre Juan Antonio Moldes González, José Moldes comparte árbol genealógico con José Moldes Castro, su hijo Francisco Javier Moldes Fontán y el hijo de este, Diego Moldes.
Cursó sus primeras letras en su ciudad natal, y la escuela secundaria en Buenos Aires. En 1803 se trasladó a España para realizar estudios superiores. Estando en Madrid decidió dejar los estudios de abogacía y se incorporó como cadete en el Cuerpo de Guardias del Rey (una elite militar). En la lucha contra los franceses alcanzó el grado de teniente primero.
En Madrid participó de las asociaciones que propiciaban las ideas de independencia para las colonias de América. Fue influido por Francisco de Miranda con el cual parece tuvo contacto personal.
En 1807, junto a su amigo Francisco de Gurruchaga, ejerció la presidencia de la Conjuración de Patriotas, quedando a cargo de la dirección.
En 1808 cayó prisionero de los franceses, pero logró escapar. Estuvo en contacto con otros americanos que planeaban la independencia de su patria americana, ante el peligro de que los franceses se apoderaran también de las colonias americanas. Este grupo sería posteriormente base de la Logia Lautaro, que se fundaría en Cádiz en 1811. Acusado junto con Gurruchaga de conspiración, fueron encarcelados junto a Juan Martín de Pueyrredón. A base de dinero y argucias sobornaron a los guardias y pudieron preparar la fuga haciéndose pasar Gurruchaga por "cochero" junto a Moldes y escondiendo a Pueyrredón dentro de una calesa. Gracias a esta hazaña pudieron embarcarse en la fragata "Castillo" que arribó a Buenos Aires el 7 de enero de 1809.
Al retornar al nuevo continente adhirió a los grupos que conspiraban por la independencia, dedicándose a difundir las ideas independentistas en las ciudades del interior.
Desempeñó diversos cargos luego de la Revolución de Mayo de 1810: a la edad de 25 años fue teniente gobernador de Mendoza, teniente coronel del Ejército Auxiliar del Alto Perú, intendente de Cochabamba, coronel del Ejército Auxiliar del Alto Perú por despacho del general Manuel Belgrano, encargado de reorganizar el ejército tras las derrotas sufridas. Se destacó en la Batalla de Tucumán (24 de septiembre de 1812) como encargado de observación. Fue jefe de policía de la ciudad de Buenos Aires, representante por Salta y Jujuy ―que entonces eran una sola provincia― en la Asamblea General Constituyente del año 1813, siendo vicepresidente de la misma. Escribió un tratado sobre Tácticas de infantería para las fuerzas armadas del Estado. Se le asignó la jefatura del Regimiento de Granaderos de Infantería; comandando dicha unidad pasó a Colonia del Sacramento y participó en el sitio y la toma de Montevideo, asumiendo el mando interino de las tropas por ausencia de Alvear.
Quienes lo conocieron dijeron que el guerrero de la independencia José de Moldes fue un hombre de un carácter tan áspero, dominador y altivo, que ni siquiera entre sus compañeros de armas logró amistades ni simpatías. Por ejemplo, cuando Manuel Belgrano lo nombró jefe de Estado Mayor del Ejército del Norte, el descontento fue tan unánime y se manifestó de una manera tan alarmante y violenta que Moldes se vio obligado a renunciar, a poco de ser nombrado, para evitar seguros y peligrosos trastornos.
Era miembro de la Logia Lautaro, pero a partir de 1814 sus relaciones con los miembros de las asociaciones independentistas declinaron.
El director supremo Gervasio Antonio Posadas lo exilió a la Patagonia, quitándole sus derechos civiles, supuestamente por actitudes individualistas. Según Moldes, el motivo fue que había denunciado a Posadas por haber intentado tratativas con el rey de España para una inminente ocupación militar.
Moldes fue elegido diputado al Congreso de Tucumán por Salta, pero no pudo incorporarse por discrepancias con Tomás Godoy Cruz. Cuando se debió elegir un nuevo Director Supremo en el Congreso de Tucumán, los candidatos propuestos fueron Moldes, Juan Martín de Pueyrredón, Belgrano y José de San Martín. La candidatura de Moldes fue apoyada por el gobernador de Salta, general Martín Miguel de Güemes — amigo personal de Moldes — y otros personajes del naciente Partido Federal. Resultó elegido Pueyrredón, lo que inició una marcada enemistad entre estos dos viejos amigos.
Enfrentado a varios miembros del Congreso, lanzó ácidas críticas a las ideas monárquicas del general Belgrano, a raíz de lo cual fue encarcelado. Fue deportado a Valparaíso (en Chile), donde permaneció preso por orden del general José de San Martín.
En 1819 escapó y regresó a Buenos Aires, donde se enfrentó a los sucesivos gobiernos; apoyó la posición del coronel Manuel Dorrego durante la Anarquía del Año XX. En 1822 se instaló en Córdoba, donde fue aliado del gobernador Juan Bautista Bustos.
A principios de 1824 regresó a Buenos Aires, donde denunció un caso de robo de caudales públicos. El 18 de abril de 1824 falleció en extrañas circunstancias, posiblemente envenenado.

## Sus ideas y posiciones
José Moldes era partidario de un marcado sentido republicano y de un antiporteñismo sincero.
El director supremo y general Alvear, durante la campaña de Montevideo mantenían comunicación confidencial con José Moldes, incluso le llega a relatar la victoria ante Ortogues. Luego los pensamientos divergentes, respecto al gobierno nacional (centralista o autónomo) los distanciaron.
Fue un personaje de férrea disciplina, lo cual le mereció el reconocimiento y los cargos obtenidos como así también el descontento de sus dirigidos.
Los primeros años de participación en la gesta emancipadora de la región sur del continente americano, lo vieron prestar grandes servicios personales y financieros para la causa. Tras el éxodo de Jujuy le hizo entrega de más de 5500 pesos de su peculio al general Manuel Belgrano para ayudar a financiar la resistencia contra el avance realista.